# Aleksander Gelfond
Aleksander Osipowicz Gelfond, ros. Александр Осипович Гельфонд (ur. 11 października?/24 października 1906 w Sankt Petersburgu, zm. 7 listopada 1968 w Moskwie) – rosyjski matematyk, autor twierdzenia Gelfonda, które częściowo rozwiązywało 7. problem Hilberta.

## Życiorys
Wywodził się z rodziny żydowskiej. Jego ojciec, Osip Izaakowicz Gelfond, był fizykiem, amatorsko zajmował się także filozofią.
Rozpoczął studia na Uniwersytecie Moskiewskim w roku 1924, a w roku 1930 uzyskał doktorat. Jego opiekunami naukowymi byli Aleksander Chinczyn i Wiaczesław Stiepanow.
W roku 1930 przebywał pięć miesięcy na uniwersytetach w Berlinie i Getyndze, gdzie pracował razem z Edmundem Landauem, Karlem Siegelem i Dawidem Hilbertem. W roku 1931 rozpoczął pracę jako wykładowca na Uniwersytecie Moskiewskim i pracował tam do ostatnich dni życia. Od roku 1933 pracował również w Instytucie Stiekłowa. W roku 1939 został członkiem korespondentem Akademii Nauk ZSRR.
Został odznaczony m.in. Orderem Lenina oraz trzykrotnie Orderem Czerwonego Sztandaru Pracy.

## Osiągnięcia naukowe
Gelfond wniósł znaczący wkład w teorię liczb, teorię funkcji analitycznych, teorię równań całkowych i badania w dziedzinie historii matematyki. Jednak największe uznanie przyniósł mu dowód następującego twierdzenia z teorii liczb:
Jeżeli {\displaystyle \alpha (\alpha \neq 0,\ \alpha \neq 1)} i {\displaystyle \beta } są liczbami algebraicznymi, {\displaystyle \beta } nie jest liczbą wymierną, to {\displaystyle \alpha ^{\beta }} jest liczbą przestępną.
Jest to odpowiedź na drugą część słynnego 7 problemu Hilberta. Szczególny przypadek tego twierdzenia Gelfond udowodnił jeszcze w roku 1929, pełny dowód podał w roku 1934. Rok później niezależnie od Gelfonda twierdzenie to dowiódł Theodor Schneider i nosi ono nazwę twierdzenia Gelfonda-Schneidera. Wysunięte w roku 1929 przez Gelfonda uogólnienie tego twierdzenia zostało udowodnione w roku 1966 przez Alana Bakera.
Przed wynikiem Gelfonda znano jedynie wąskie klasy liczb przestępnych: liczby Liouville’a, {\displaystyle e}, {\displaystyle \pi }. Dla uczczenia odkrycia Gelfonda jego imię nadano kilku liczbom:
- {\displaystyle 2^{\sqrt {2}}} – liczba Gelfonda-Schneidera
- {\displaystyle e^{\pi }} – liczba Gelfonda